# Глибока Долина (Кременчуцький район)
Глибо́ка Доли́на —  село в Україні, у Козельщинській селищній громаді Кременчуцького району Полтавської області. Населення становить 99 осіб. До 2017 орган місцевого самоврядування — Приліпська сільська рада.

## Географія
Село Глибока Долина знаходиться за 2 км від правого берега річки Псел, примикає до сіл Приліпка та Глибоке.

## Історія
12 червня 2020 року, відповідно до розпорядження Кабінету Міністрів України № 721-р «Про визначення адміністративних центрів та затвердження територій територіальних громад Полтавської області», село увійшло до складу Козельщинської селищної громади.
19 липня 2020 року, в результаті адміністративно - територіальної реформи та ліквідації Козельщинського району, село увійшло до складу новоутвореного Кременчуцького району.

## Економіка
- Молочно-товарна ферма.